# レイク (SBIグループ)
 レイク は、SBI新生銀行グループの新生フィナンシャル株式会社が提供するカードローン商品。

## 概要
新生フィナンシャル（旧：GEコンシューマー・ファイナンス株式会社、2009年に社名変更）が展開していた消費者金融「レイク」をルーツとする。
新生フィナンシャルは2011年10月1日にレイクの商標や店舗、人員を親会社である株式会社新生銀行に譲渡し、新生銀行のカードローン商品「新生銀行カードローン レイク」として販売を開始した。一方、それまでのレイクの契約者は「新生銀行カードローン レイク」に移管されず、既存契約者向けのサービス「新生フィナンシャル カードローン」の契約者として、契約を継続していた。
その後、新生銀行グループの無担保カードローンの事業戦略の見直しにより、「新生銀行カードローン レイク」は2018年3月いっぱいで新規申込み受付を停止。代わって2018年4月1日に新生フィナンシャルが、「新生フィナンシャル カードローン」の名称を「レイクALSA」（れいくあるさ）に変更し、新規申込みを再開した。
2023年1月4日、「レイクALSA」から消費者金融の名称であった「レイク」へ変更された。

### 自動契約機コーナー・ATM
新生銀行に譲渡された無人店舗（自動契約機やATM）は、引き続き新生銀行が所有しており、「提携先」の「新生銀行カードローン レイク自動契約コーナー・レイクATM」と表現されるが、看板はレイクALSAに変わっている。なお、この店舗の自動契約機やATMは、「レイクALSA」に加えて、「新生銀行カードローン レイク」と、同じく新生銀行グループの「ノーローン」でも使用できる（ただし新生銀行カードローン レイクは新規受付終了のため契約はできない）。なお、前述した「レイクALSA」から「レイク」への名称変更に伴って看板類の更新が順次行われており、「SBI SHINSEI BANK GROUP」の表記もされている。

## 名称・ロゴマーク
「レイクALSA」の名称は、若年層を意識し、今までのレイクのイメージを踏襲する緑の「レイク」に、「Agility（はやい）、Linked（つなげる）、Security（あんしん）、According to our vision（私たちのビジョンに則って）」から取った英語表記「ALSA」を組み合わせたデザインにした。

## 無利息サービス
初めて契約する利用者には、条件付きで「30日間・60日間・180日間」の3つのうちの1つの期間について「無利息」でキャッシングを行うことができる。

## CM

### イメージキャラクター
| 起用期間               | メインキャラクター | サブキャラクター |
| ---------------------- | ------------------ | ---------------- |
| 2018年4月 - 2018年10月 | 森山未來           | 筧美和子         |
| 2018年10月 - 2022年6月 | 滝藤賢一           | 筧美和子         |
| 2022年6月 -            | 千鳥               | なし             |

### レイマルとレイニャ、レイちゃん
チャットサービス等に登場するイラストのキャラクター。レイマルはレイクALSAのWebサポートセンターで働く、犬っぽい緑色のキャラクター。仕事中（チャットサービス応答中）はしっかり話すが、勤務終了後は語尾に「まる」がつく。レイニャはレイマルの後輩で黄緑色の猫っぽいキャラクター。語尾は「にゃ」。なお、レイちゃん2人を導くベテラン。

### レイクの提供番組
- 日本テレビ系列
  - Going!Sports&News（隔日）
  - 日曜ドラマ ※同業者のアコム、プロミスもスポンサー。

- TBS系列
  - 水曜日のダウンタウン

- フジテレビ系列
  - 木曜劇場[3]（2022年4月 - ）
  - ダウンタウンなう ※同業者のアコム、アイフル、モビットもスポンサー。
  - 土曜プレミアム ※同業者のアイフル、プロミス、三井住友銀行もスポンサー。
  - さんまのお笑い向上委員会 ※同業者のアコムもスポンサー。
  - Mr.サンデー（フジテレビ・カンテレ共同制作）
  - 水10ドラマ (第4期)[4]（2022年4月 - ）
  - S-PARK[5]（2022年4月 - ）

- テレビ朝日系列
  - 関ジャム 完全燃SHOW

#### 過去のレイクの提供番組
- TBS
  - ペコジャニ∞!

- フジテレビ
  - めざましテレビ[6]（隔日）（2019年4月 - 2022年3月）